# ارتعاش (فیلم)
«ارتعاش» (انگلیسی: Vibrations (film)) یک فیلم است که در سال ۱۹۹۶ منتشر شد.

## بازیگران
- جیمز مارشال
- کریستینا اپل‌گیت
- فی گرانت
- پیج تورکو
- اسکات کوئن
- بروک آلتمن
- دیوید برک